# Playtime
A Playtime Jacques Tati 1967-ben bemutatott, eredetileg 155 perces burleszkfilmje, melyet 2002-ben[forrás?] 126 percesre rövidítettek le.
A film epizódszerkezetű, melyek közül az ötödik nagyjából a film teljes hosszának közel fele.

## Epizódok
1. Reptér (amerikai turisták érkeznek Párizsba).
2. Irodák (Hulot úrnak egy irodába kell mennie, de eltéved a folyosók útvesztőiben és egy kiállításon köt ki).
3. Kiállítás (Hulot úr és az amerikai turisták a zajtalan ajtót és a világító seprűt nézegetik).
4. Üvegfalu lakások (Hulot úr egy régi barátja ultramodern lakását nézegeti)
5. A Royal Garden étterem (Hulot úr összefut azzal az emberrel, akit egész nap keresett. Egy másik rég nem látott barátja elviszi egy étterembe, ahol megint ott vannak az amerikaiak).
6. Körforgalom (Hulot úr amerikai szuveníreket vásárol. A turisták kimennek a reptérre).